# Brugs Biermuseum

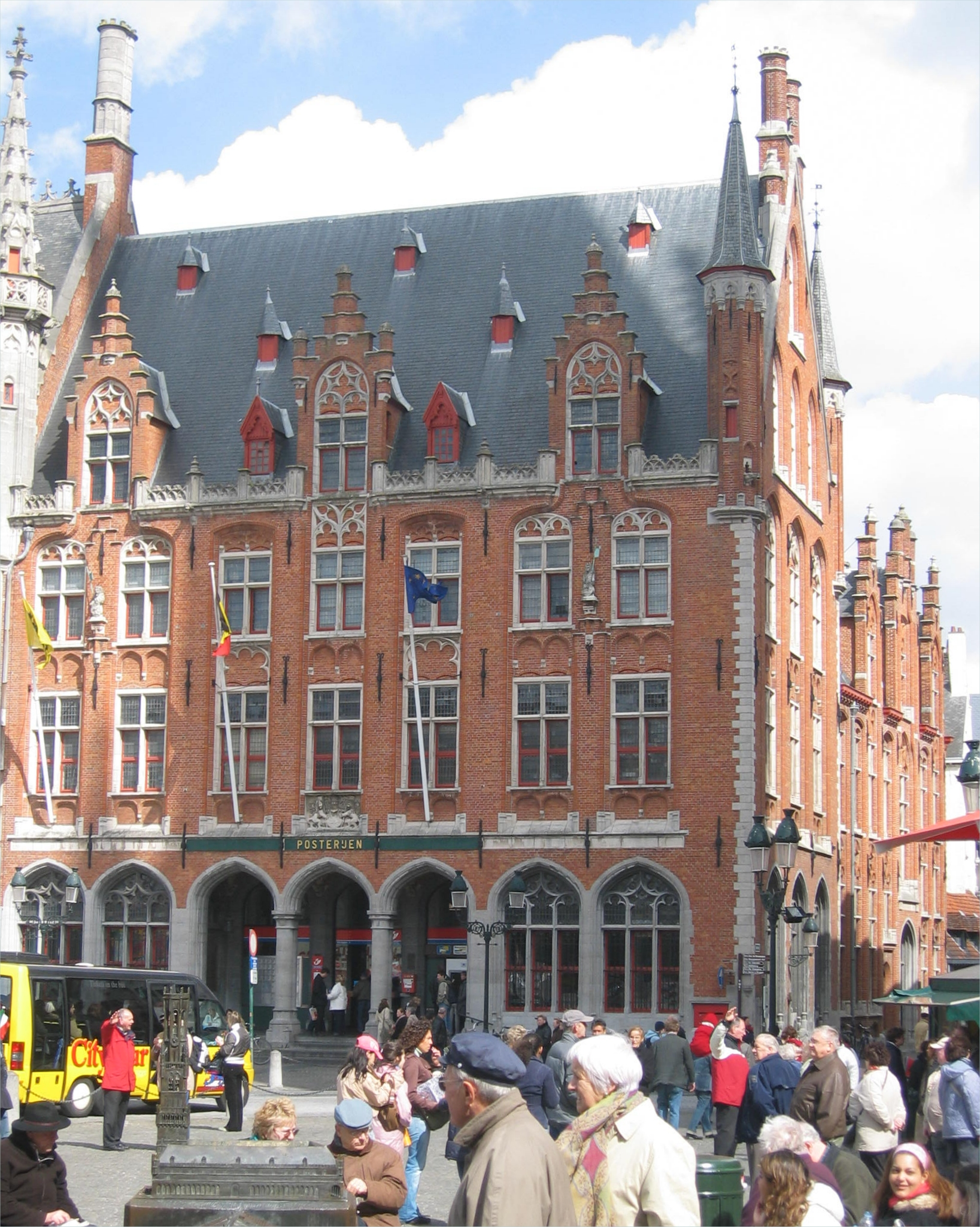
Het Brugs Biermuseum is ondergebracht op de bovenverdiepingen van het postgebouw op de hoek van Grote Markt en Breidelstraat.

Het Brugs Biermuseum is een bezoekerscentrum gevestigd op de bovenverdiepingen van het postgebouw op de hoek van de Grote Markt en de Breidelstraat in Brugge. Het museum is gericht op de geschiedenis van bier van vroeger tot nu, bier in Brugge, de trappisten, biersoorten in het algemeen en brouwprocessen. Het mag niet verward worden met het Brouwerijmuseum aan het Walplein.

## Juridisch
De vzw Biermuseum Brugge werd op 22 mei 2013 opgericht door Emmanuel Maertens, Thibault Bekaert en Dominique Laloo, met als doel onder meer het uitbaten van een "biermuseum met degustatieruimte". De maatschappelijke zetel werd op 25 augustus 2014 overgebracht naar Breidelstraat 3, 8000 Brugge, het adres van het museum.

## Gebouw
Het postgebouw op de hoek van de Grote Markt en de Breidelstraat werd samen met het Provinciaal Hof ontworpen door architect Louis Delacenserie. Het werd in 1891 in gebruik genomen.
De bovenverdiepingen werden achtereenvolgens gebruikt door het Stadsarchief en door federale overheidsdiensten. Na de centralisatie van overheidsdiensten in een nieuw kantoorgebouw aan het station, kwamen deze verdiepingen vrij en verkocht de Regie der Gebouwen ze aan een privé-investeerder. Die verhuurt ze aan de initiatiefnemers van het Biermuseum. Het Biermuseum ging open voor het publiek op 19 juli 2014.

## Attracties
Met behulp van een tabletcomputer kunnen bezoekers (in 10 talen) de geschiedenis van het bier volgen vanaf de Mesopotamiërs, met bijzondere aandacht voor de Brugse brouwerijgeschiedenis. Er is een aangepast parcours voor kinderen. Na het bezoek kan bier geproefd worden in een degustatieruimte. Een bibliotheek met boeken over bier is gepland.